# Крікеу (комуна)
Крікеу (рум. Cricău) — комуна у повіті Алба в Румунії. До складу комуни входять такі села (дані про населення за 2002 рік):
- Крайва (373 особи)
- Крікеу (1290 осіб) — адміністративний центр комуни
- Тібру (434 особи)

Комуна розташована на відстані 276 км на північний захід від Бухареста, 11 км на північ від Алба-Юлії, 66 км на південь від Клуж-Напоки.

## Населення
За даними перепису населення 2002 року у комуні проживали 2097 осіб.
Національний склад населення комуни:
| Національність | Кількість осіб | Відсоток |
| -------------- | -------------- | -------- |
| румуни         | 2068           | 98,6%    |
| цигани         | 11             | 0,5%     |
| угорці         | 8              | 0,4%     |
| італійці       | 7              | 0,3%     |
| німці          | 1              | < 0,1%   |
| турки          | 1              | < 0,1%   |
| євреї          | 1              | < 0,1%   |

Рідною мовою назвали:
| Мова             | Кількість осіб | Відсоток |
| ---------------- | -------------- | -------- |
| румунська        | 2080           | 99,2%    |
| угорська         | 7              | 0,3%     |
| італійська       | 7              | 0,3%     |
| циганська        | 2              | 0,1%     |
| єврейська (їдиш) | 1              | < 0,1%   |

Склад населення комуни за віросповіданням:
| Релігія            | Кількість осіб | Відсоток |
| ------------------ | -------------- | -------- |
| православні        | 1957           | 93,3%    |
| баптисти           | 96             | 4,6%     |
| греко-католики     | 17             | 0,8%     |
| п'ятдесятники      | 12             | 0,6%     |
| римо-католики      | 9              | 0,4%     |
| реформати          | 2              | 0,1%     |
| адвентисти         | 1              | < 0,1%   |
| не вказали релігію | 1              | < 0,1%   |